# Klínová hora
Klínová hora (historyczna nazwa niem. Schofskamp, cz. Nos) – szczyt (góra) o wysokości 1179 m n.p.m. (podawana jest też wysokość 1180,3 m n.p.m. , 1180 m n.p.m. , 1176,0 m n.p.m. lub 1175,3 m n.p.m.) w paśmie górskim Wysokiego Jesionika (cz. Hrubý Jeseník), w północno-wschodnich Czechach, w Sudetach Wschodnich, na Morawach, w obrębie gminy Loučná nad Desnou, oddalony o około 10,6 km na północny zachód od szczytu góry Pradziad (cz. Praděd). Rozległość góry (powierzchnia stoków) szacowana jest na około 2,5 km², a średnie nachylenie wszystkich stoków wynosi około 16°.

## Charakterystyka

### Lokalizacja
Góra Klínová hora położona jest w północno-zachodnim rejonie całego pasma Wysokiego Jesionika, leżąca w części Wysokiego Jesionika, w centralnym obszarze (mikroregionu) o nazwie Masyw Keprníka (cz. Keprnická hornatina), na bocznym odgałęzieniu (przełęcz Sedlo Trojmezí → Vozka → Spálený vrch–SV → Spálený vrch → Klínová hora) grzbietu głównego, ciągnącego się od przełęczy Červenohorské sedlo do przełęczy Ramzovskiej (cz. Ramzovské sedlo). Charakterystyczną cechą góry jest jej niemalże płaski około 200 m długości łukowaty, odkryty grzbiet szczytowy, ciągnący się na kierunku południe – północ. Jest górą słabo rozpoznawalną i widoczną m.in. z jej bliskiej okolicy, np. z niektórych odkrytych miejsc sąsiednich szczytów czy gór. Niemalże płaską połać szczytową można dostrzec m.in. z okolicy źródła Vřesová studánka, ze stoku sąsiedniej góry Červená hora. Ponadto widać ją z odkrytej połaci szczytowej góry Polom czy też ze stoku góry Spálený vrch. Pewną wskazówką do jej lokalizacji jest jej położenie na południe od bardziej rozpoznawalnej góry Spálený vrch, gdzie jest ona niejako do niej „doczepiona”. Jest szczytem słabo widocznym m.in. z drogi okalającej połać szczytową góry Pradziad (szczyt widoczny pomiędzy szczytami Černá stráň i Vozka, na lewo powyżej linii patrzenia w kierunku szczytu Šindelná hora), a z innego charakterystycznego punktu widokowego – z drogi okalającej szczyt góry Dlouhé stráně – jest również słabo widoczny pomiędzy górującymi szczytami Černá stráň i Vozka, nieco na prawo powyżej linii patrzenia w kierunku szczytu Suchá hora. 
Górę ograniczają: od północy przełęcz o wysokości 1169 m n.p.m. w kierunku szczytu Spálený vrch, od południowego wschodu dolina potoku Hučivá Desná oraz od zachodu i południowego zachodu dolina potoku o nazwie Poniklý potok. W otoczeniu góry znajdują się następujące szczyty: od północnego wschodu Spálený vrch, Spálený vrch–SV, Červená hora–S i Červená hora, od południowego wschodu Šindelná hora, Šindelná hora–JZ i Suchá hora, od południowego zachodu Černá stráň–SV, od zachodu Černá stráň–S oraz od północnego zachodu Polom.

### Stoki
W obrębie góry można wyróżnić trzy następujące zasadnicze stoki:
- południowo-wschodni
- południowy
- południowo-zachodni

Występują tu wszystkie typy zalesienia: bór świerkowy, las mieszany oraz las liściasty, przy czym dominuje zalesienie borem świerkowym. Na wszystkich stokach poza borem świerkowym, występują wraz z obniżaniem wysokości obszary lasu mieszanego oraz połacie lasu liściastego. Wszystkie stoki charakteryzują się znaczną zmiennością wysokości zalesienia, z występującymi przerzedzeniami, znacznymi polanami, przecinkami oraz znacznymi ogołoceniami. Na wszystkich stokach widoczne są obszary z licznymi ściętymi pniami drzew. Ponadto na stokach występuje tzw. Kamienne morze, znaczne obszary pokryte gruzem skalnym, powstałym na skutek działania erozji oraz znaczne obszary głazowisk o rozciągłości dochodzącej do kilkuset metrów. Na stokach brak jest większych skalisk lub grup skalnych.
Stoki mają stosunkowo jednolite i zróżnicowane nachylenia. Średnie nachylenie stoków waha się bowiem od 13° (stok południowy) do 21° (stok południowo-zachodni). Średnie nachylenie wszystkich stoków góry (średnia ważona nachyleń stoków) wynosi około 16°. Maksymalne średnie nachylenie stoku południowo-wschodniego, na wysokościach około 1050 m n.p.m. (obszary głazowisk), na odcinku 50 m nie przekracza 40°. Stoki pokryte są siecią dróg oraz na ogół nieoznakowanych ścieżek i duktów. Przemierzając je zaleca się korzystanie ze szczegółowych map, z uwagi na zawiłości ich przebiegu, zalesienie oraz zorientowanie w terenie.

### Szczyt

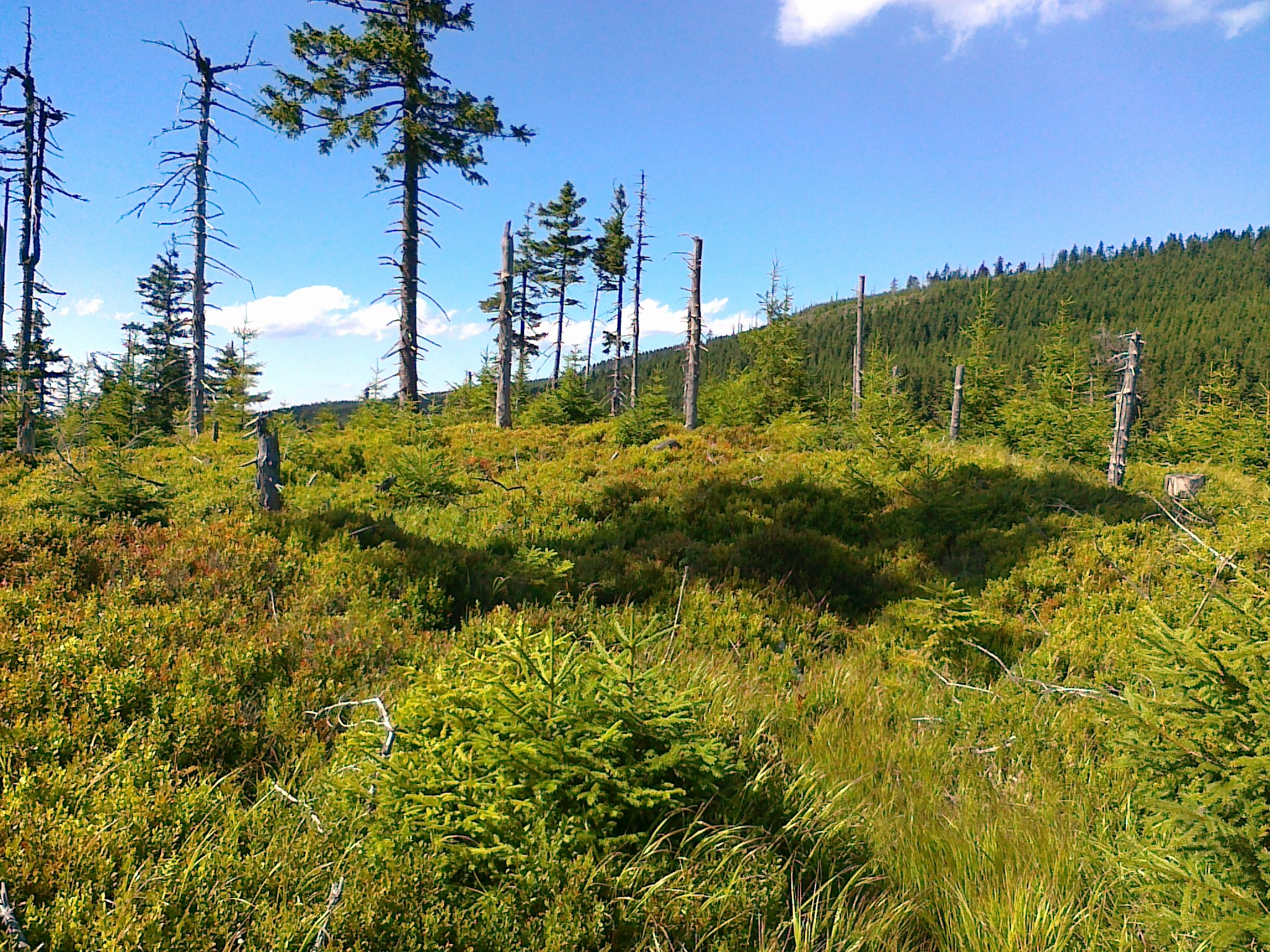
Połać szczytowa góry Klínová hora (z prawej stok góry Spálený vrch) (2017 rok)

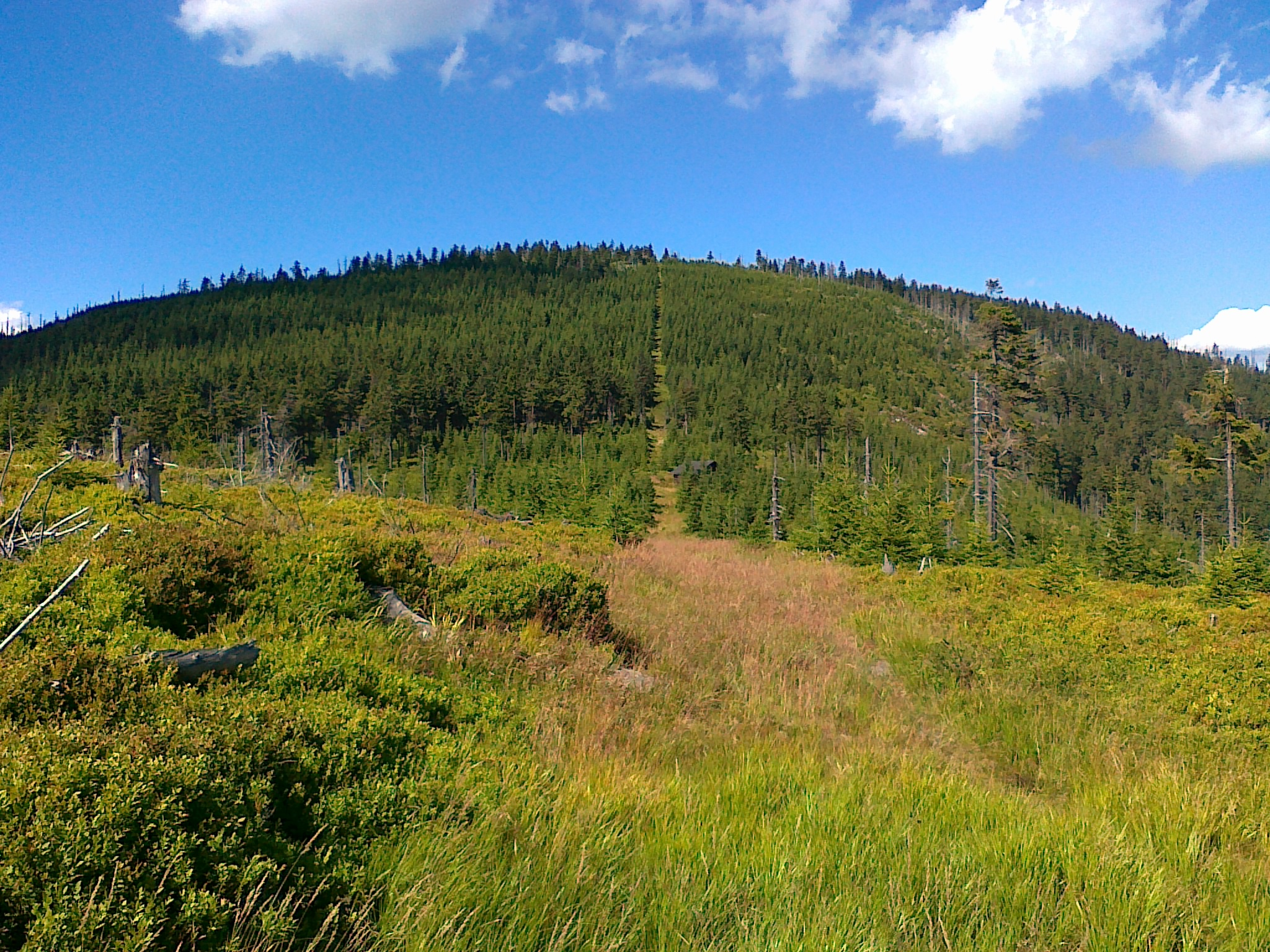
Widok z góry Klínová hora na górę Spálený vrch (2017 rok)

Na szczyt nie prowadzi żaden szlak turystyczny. Klínová hora jest górą o pojedynczym szczycie. Przez połać szczytową przechodzi grzbietowa ścieżka główna biegnąca od drogi wokół kopuły szczytowej do połaci szczytowej góry Spálený vrch. Szczyt położony na odkrytej polanie, będącej punktem widokowym, z której rozpościerają się perspektywy w kierunku widocznych sąsiednich szczytów (Spálený vrch, Červená hora, Polom czy Černá stráň). Połać szczytowa pokryta jest trawą wysokogórską oraz bardzo popularną rośliną – borówką czarną, występującą niemalże na całym obszarze gór Wysokiego Jesionika, a ponadto widoczne są na niej liczne kikuty spróchniałych pni drzew. Na połaci szczytowej nie ma punktu geodezyjnego . Państwowy urząd geodezyjny o nazwie (cz. Český úřad zeměměřický a katastrální (CÚZK)) w Pradze podaje jako najwyższy punkt – szczyt – o wysokości 1179,4 m n.p.m. i współrzędnych geograficznych (50°08′12,6″N 17°06′28,2″E/50,136833 17,107833). 
Dojście do szczytu następuje z nieoznakowanej drogi biegnącej wokół kopuły szczytowej, a prowadzącej m.in. w kierunku skrzyżowania turystycznego (cz.  Poniklý potok) oraz dalej do osady Kouty nad Desnou. Droga ta kończy się w pobliżu chaty łowieckiej o nazwie (cz. Vilibaldka), która położona jest przy ścieżce grzbietowej, którą należy przejść odcinek o długości około 180 m dochodząc do połaci szczytowej, po czym należy skręcić w prawo i orientacyjnie po przejściu odcinka o długości około 30 m dotrzeć w ten sposób do szczytu. 

### Geologia
Pod względem geologicznym masyw góry Klínová hora należy do jednostki określanej jako kopuła Keprníka i zbudowany jest ze skał metamorficznych, głównie ortognejsów (biotytów) oraz skał magmowych, głównie meta-granitów.

### Wody
Grzbiet główny (grzebień) góry Pradziad, biegnący od przełęczy Skřítek do przełęczy Červenohorské sedlo oraz dalej do przełęczy Ramzovskiej (cz. Ramzovské sedlo) jest częścią granicy Wielkiego Europejskiego Działu Wodnego, dzielącej zlewiska Morza Bałtyckiego i Morza Czarnego . 
Szczyt wraz ze stokami góry Spálený vrch położony jest na południowy zachód od tej granicy, należy więc do zlewni Morza Czarnego, do którego płyną wody m.in. z dorzecza Dunaju, będącego przedłużeniem płynących z tej części Wysokiego Jesionika górskich potoków (m.in. płynących w pobliżu góry potoków Hučivá Desná czy Poniklý potok). Ze stoku południowego bierze swój początek bardzo krótki, nienazwany potok, będący dopływem wspomnianego wcześniej potoku Hučivá Desná. Blisko potoku o nazwie Poniklý potok, w odległości około 1 km na południowy zachód od szczytu, na wysokości około 820 m n.p.m. występuje źródło o nazwie (cz. Poniklá studánka). Ponadto na potoku Poniklý potok, w odległości około 1 km na południowy zachód od szczytu, na wysokości około 804 m n.p.m. znajduje się wodospad o nazwie (cz. Poniklý vodopád), który ma wysokość około 2,8 m, a który położony jest blisko nieoznakowanej drogi, biegnącej przy dolinie tego potoku, od skrzyżowania turystycznego Poniklý potok.

## Ochrona przyrody
Cała góra znajduje się w obrębie wydzielonego obszaru objętego ochroną o nazwie Obszar Chronionego Krajobrazu Jesioniki (cz. Chráněná krajinná oblast (CHKO) Jeseníky), a utworzonego w celu ochrony utworów skalnych, ziemnych i roślinnych oraz rzadkich gatunków zwierząt. Na stokach nie utworzono żadnych rezerwatów przyrody lub innych obiektów nazwanych pomnikami przyrody. Ponadto na obszarze góry nie wytyczono żadnych ścieżek dydaktycznych. U podnóża stoku południowo-zachodniego, w odległości około 1 km na południowy zachód od szczytu, na wysokości około 815 m n.p.m., blisko drogi przy potoku Poniklý potok (w okolicy wodospadu i źródła) znajduje się stary świerk pospolity, który w 2013 roku został uznany za pamiątkowy o nazwie (cz. Smrk na Poniklém potoku pod pramenem) o wysokości około 37 m i obwodzie pnia 391 cm.

## Turystyka

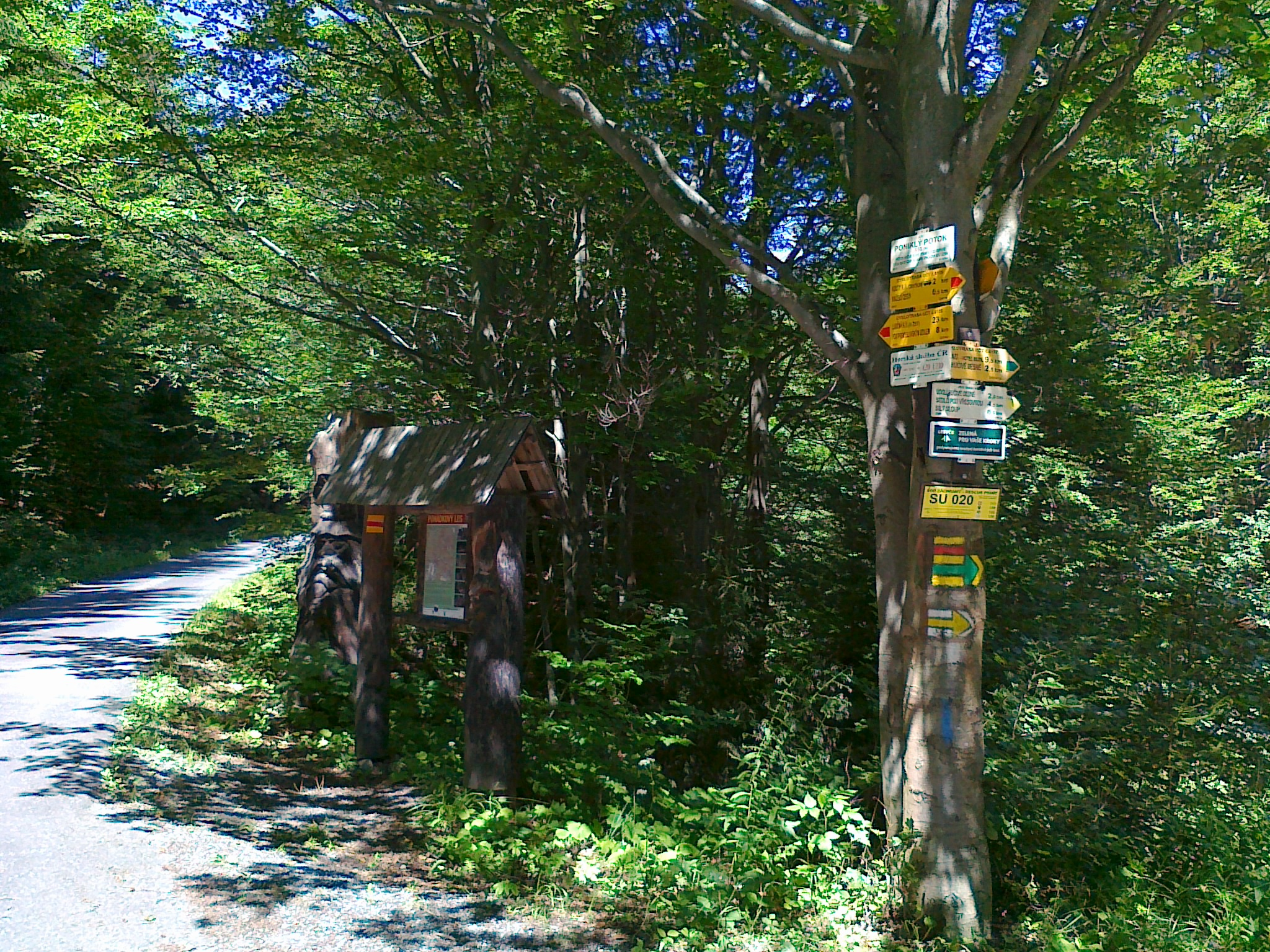
Skrzyżowanie turystyczne o nazwie Poniklý potok (2017 rok)

W obrębie góry nie ma żadnego schroniska lub hotelu górskiego. Do bazy turystycznej z hotelem Červenohorské Sedlo i pensjonatami, położonymi na przełęczy Červenohorské sedlo jest od szczytu około 3,5 km w kierunku południowo-wschodnim. Do najbliższej osady Kouty nad Desnou z bazą hoteli i pensjonatów jest od szczytu około 4 km w kierunku południowym. Ponadto do miejscowości Branná z bazą hoteli i pensjonatów jest od szczytu około 7 km w kierunku północno-zachodnim.
Kluczowym punktem turystycznym jest oddalone o około 2,1 km na południe od szczytu skrzyżowanie turystyczne (cz. Poniklý potok) z podaną na tablicy informacyjnej wysokością 656 m, przy którym postawiono wiatę turystyczną oraz przez które przechodzi wytyczony przez górę szlak turystyczny, szlaki rowerowe i trasa narciarstwa biegowego.

### Szlaki turystyczne
Klub Czeskich Turystów (cz. Klub Českých Turistů) wytyczył w obrębie góry u podnóża stoków południowo-wschodniego i południowego jeden szlak turystyczny na trasie:
 Filipovice – Jeřáb – źródło Mariin pramen – góra Velký Klín – przełęcz Červenohorské sedlo – Kouty nad Desnou – dolina potoku Hučivá Desná – góra Klínová hora – góra Spálený vrch – przełęcz Sedlo pod Vřesovkou – Kamenne okno – góra Červená hora – Bílý sloup

### Szlaki rowerowe oraz trasy narciarskie
U podnóży góry wyznaczono dwa szlaki rowerowe na trasach:
 Přemyslov – góra Černá stráň – dolina potoku Hučivá Desná – góra Spálený vrch – góra Červená hora – góra Šindelná hora – Suchá hora – Kouty nad Desnou – góra Hřbety – góra Nad Petrovkou – Petrovka
 Loučná nad Desnou – góra Seč – góra Čepel – góra Mravenečník – Medvědí hora – Kamenec (1) – góra Dlouhé stráně – góra Velká Jezerná – dolina rzeki Divoká Desná – Kouty nad Desnou – góra Klínová hora – góra Černá stráň – przełęcz Přemyslovské sedlo – góra Tři kameny – góra Ucháč – góra Jelení skok – góra Loveč – góra Lískovec – Loučná nad Desnou
W okresach ośnieżenia wzdłuż czerwonego szlaku rowerowego  wytyczono trasę narciarstwa biegowego. W obrębie góry nie wytyczono żadnej trasy narciarstwa zjazdowego.